# Мелвин (Тексас)
Мелвин (енгл. Melvin) град је у америчкој савезној држави Тексас. По попису становништва из 2010. у њему је живело 178 становника.

## Демографија
Према попису становништва из 2010. у граду је живело 178 становника, што је 23 (14,8%) становника више него 2000. године.
| Група             | 2000.       | 2010.       |
| Белци             | 112 (72,3%) | 116 (65,2%) |
| Афроамериканци    | 0 (0,0%)    | 0 (0,0%)    |
| Азијати           | 0 (0,0%)    | 0 (0,0%)    |
| Хиспаноамериканци | 42 (27,1%)  | 61 (34,3%)  |
| Укупно            | 155         | 178         |